# Richtlinie 2006/123/EG über Dienstleistungen im Binnenmarkt
Die Richtlinie des Europäischen Parlaments und des Rates über Dienstleistungen im Binnenmarkt vom 12. Dezember 2006 (auch Europäische Dienstleistungsrichtlinie oder Bolkestein-Richtlinie genannt) ist eine EG-Richtlinie zur Verwirklichung des Europäischen Binnenmarkts im Bereich der Dienstleistungen.

## Zielsetzung und Rechtsgrundlage
Die Herstellung eines Gemeinsamen Marktes, wie sie durch den EG-Vertrag (Art. 14 und 49 ff.) vorgesehen ist, beinhaltet auch die freie grenzüberschreitende Erbringung von Dienstleistungen. Dieser stehen jedoch vielfach Bestimmungen im Recht der EU-Mitgliedstaaten entgegen, die den freien Zugang von Dienstleistungserbringern aus anderen EU-Mitgliedstaaten zum nationalen Dienstleistungsmarkt behindern. Gründe für derartige Zugangsbeschränkungen können z. B. der Schutz innerstaatlicher Anbieter, die Gewährleistung von Schutznormen des nationalen Arbeitsrechts oder die Verhinderung eines ruinösen Unterbietungswettlaufs sein.
Das Ziel der Richtlinie ist die Beseitigung von Hindernissen für den Handel mit Dienstleistungen in der EU durch die
- Vereinfachung von Verwaltungsverfahren für Dienstleistungserbringer,
- Stärkung der Rechte von Verbrauchern und Unternehmen, die Dienstleistungen beziehen und die
- Förderung der Kooperation zwischen EU-Ländern.[1]

Ihre konkrete Rechtsgrundlage war das Ziel, „die Aufnahme und Ausübung selbständiger Tätigkeiten zu erleichtern“ (Art. 47 EGV) sowie die Anwendbarkeit dieser Bestimmung auf den Bereich der grenzüberschreitenden Dienstleistungserbringung (Art. 55 EGV).
Ebenso wie vom freien Warenverkehr werden von der Liberalisierung des Dienstleistungsmarktes nach der durch die Neoklassische Theorie begründeten Außenhandelstheorie Effizienzsteigerungen bzw. Wohlfahrtsgewinne erwartet. Gegen diese Erwartung richtet sich die weiter unten ausführlich wiedergegebene Kritik aus globalisierungskritischer Perspektive. Die EU-Kommission vertritt jedoch ersteren Standpunkt und betrachtet die Dienstleistungsrichtlinie als einen wichtigen Bestandteil der so genannten Lissabon-Strategie, die vorsah, Europa bis zum Jahr 2010 zum „wettbewerbsfähigsten und dynamischsten wissensbasierten Wirtschaftsraum der Welt“ zu entwickeln.

## Inhalt

### Gliederung
Die Dienstleistungsrichtlinie umfasst acht Kapitel:
1. Allgemeine Bestimmungen, Art. 1–4
2. Verwaltungsvereinfachung durch einen einheitlichem Ansprechpartner bei den Behörden für die Aufnahme und die Ausübung einer Dienstleistungstätigkeit, Art. 5–8
3. Niederlassungsfreiheit der Dienstleistungserbringer mit vereinfachten Genehmigungsverfahren, Art. 9–15
4. Freier Dienstleistungsverkehr unabhängig von Staatsangehörigkeit oder Wohnsitz der Dienstleistungserbringer und -empfänger, Art. 16–21
5. Maßnahmen zur Qualitätssicherung der Dienstleistungen wie Zertifizierung oder Gütesiegel und Haftpflichtversicherung, Art. 22–27
6. Verwaltungszusammenarbeit der Mitgliedstaaten durch Amtshilfe und Mitwirkung der Kommission, Art. 28–36
7. Konvergenzprogramm mit EU-weiten Verhaltenskodizes für Dienstleistungserbringer und Evaluierung, Art. 37–43
8. Schlussbestimmungen mit Umsetzungsfrist für die Mitgliedstaaten bis spätestens 28. Dezember 2009, Art. 44–46

### Anwendungsbereich
„Dienstleistung“ ist gem. Art. 4 Nr. 1 Dienstleistungsrichtlinie jede von Art. 50 des Vertrags erfasste selbstständige Tätigkeit, die in der Regel gegen Entgelt erbracht wird. Als Dienstleistungen gelten daher insbesondere:
- gewerbliche,
- kaufmännische,
- handwerkliche und
- freiberufliche Tätigkeiten.

Dieses Spektrum umfasst z. B.
- den Einzel- und Großhandel mit Waren und Dienstleistungen,
- Hauspersonal (privat und in der Hotellerie), Ausländische Haushaltshilfe
- die Tätigkeit der meisten reglementierten Berufe wie Rechts- und Steuerberater, Architekten und Ingenieure,
- das Bauwesen,
- Dienstleistungen für Unternehmen wie Unterhaltung von Büroräumen, Unternehmensberatung und Organisation von Veranstaltungen sowie
- Dienstleistungen im Bereich der Freizeit und des Fremdenverkehrs.
- Die Europäische Krankenversicherung

Die Richtlinie gewährleistet zum einen die EU-weite Niederlassungsfreiheit für die Dienstleistungserbringer, zum anderen bestimmte Rechte für die Dienstleistungsempfänger.
Die Richtlinie gilt jedoch gem. Art. 2 Abs. 2 DLRL beispielsweise nicht für:
- Finanzdienstleistungen,
- Verkehrsdienstleistungen,
- Dienstleistungen von Leiharbeitsagenturen,
- Gesundheitsdienstleistungen,
- „soziale Dienstleistungen im Zusammenhang mit Sozialwohnungen, der Kinderbetreuung und der Unterstützung von Familien und dauerhaft oder vorübergehend hilfsbedürftigen Personen, die vom Staat, durch von ihm beauftragte Dienstleistungserbringer oder durch von ihm als gemeinnützig anerkannte Einrichtungen erbracht werden“

sowie im Bereich der Steuern (Art. 2 Abs. 3 DLRL).
Dagegen werden so genannte Daseinsvorsorgeleistungen wie Altenheime, Kinderbetreuung, Behinderteneinrichtungen, Heimerziehung, Müllabfuhr etc., grundsätzlich Gegenstand der Dienstleistungsfreiheit, soweit diese im betreffenden Mitgliedstaat bereits unter Marktbedingungen erbracht werden. Die Mitgliedstaaten sind jedoch nicht dazu verpflichtet, in Bereichen „von allgemeinem wirtschaftlichem Interesse“ dahingehende Maßnahmen der Liberalisierung ihrer Märkte und/oder der Privatisierung öffentlicher Dienstleistungsanbieter zu ergreifen (Art. 1 Abs. 2 DLRL).
Für den Schutz der Arbeitnehmer in Dienstleistungsunternehmen, die grenzüberschreitend tätig sind, ist ferner wichtig, dass sowohl die Richtlinie 96/71/EG über die Entsendung von Arbeitnehmern als auch die Verordnung (EWG) Nr. 1408/71 über die Anwendung der Systeme der sozialen Sicherheit Vorrang gegenüber der Dienstleistungsrichtlinie haben (Art. 3 Abs. 1 DLRL). Hierdurch wird unter anderem gewährleistet, dass bei einer längerfristigen Entsendung von Arbeitnehmern aus einem EU-Mitgliedstaat zur Erbringung von Dienstleistungen in einem anderen die arbeits- und sozialrechtlichen Regeln des Bestimmungslandes gelten; das umstrittene Herkunftslandprinzip gilt damit in diesen Bereichen nicht.

## Der Entscheidungsprozess vom ursprünglichen „Bolkestein“-Entwurf zur Dienstleistungsrichtlinie
Gemäß Art. 47 (2) iVm Art. 55 EGV kam bei dem Entscheidungsprozess zur Verabschiedung der Dienstleistungsrichtlinie das Mitentscheidungsverfahren zur Anwendung, bei dem sich – grob vereinfacht – zum Zustandekommen der Richtlinie das Europäische Parlament und der EU-Rat auf der Grundlage eines Vorschlags der EU-Kommission einigen müssen.

### Der Bolkestein-Entwurf
Der vieldiskutierte Vorschlag des ehemaligen EU-Binnenmarkt-Kommissars Frits Bolkestein vom 13. Januar 2004 (KOM (2004) 0002) sah eine gegenüber der Endfassung wesentlich weiter gehende Beseitigung von zwischenstaatlichen Hemmnissen für den freien Handel mit Dienstleistungen vor. Schon der Anwendungsbereich des Richtlinienvorschlags war weiter gefasst; insbesondere sollten auch Dienstleistungen von Leiharbeitsunternehmen sowie die meisten der später vom Anwendungsbereich ausgenommen Daseinsvorsorgeleistungen von der Richtlinie erfasst werden.
Maßstab sollte die Entgeltlichkeit der Dienstleistung sein, gleichgültig, ob das Entgelt durch den Endnutzer oder durch Dritte zu entrichten ist.
Nach dem Willen der Kommission sollte die Richtlinie – von wenigen ausdrücklich ausgenommenen Regelungen und Rechtsmaterien abgesehen – überdies grundsätzlichen Vorrang vor allen anderen europäischen Richtlinien und Verordnungen genießen; die oben genannten sozialpolitischen Bestimmungen gehörten nicht zu diesen Ausnahmen.
Den Mitgliedstaaten verbot der Entwurf eine Reihe von Regulierungen der Tätigkeit von Dienstleistern und stellte eine Reihe von weiteren Regulierungen unter Überprüfungs- und Rechtfertigungszwang.

### Das Herkunftslandprinzip
Nach dem Vorschlag der Kommission sollte ein Dienstleistungserbringer – von einigen in der Richtlinie u. a. in Art. 2 und 17 abschließend definierten Ausnahmen abgesehen – außerdem grundsätzlich nur noch den Gesetzen des Landes unterliegen, in dem er niedergelassen ist („Herkunftslandprinzip“ – Art. 16 Richtlinienentwurf). Dieser Grundsatz stellt eine Analogie zum Prinzip des Cassis-de-Dijon-Urteils im Bereich des freien Warenverkehrs dar, nachdem ein Produkt, das in einem EU-Mitgliedstaat legal hergestellt und/oder in Verkehr gebracht wird, auch in allen anderen Mitgliedstaaten verkauft werden darf.
Insbesondere an diesem Grundsatz entzündete sich der Protest gegen den Richtlinienentwurf.
In Art. 16 der späteren Richtlinie wird das Herkunftslandprinzip zwar nicht mehr ausdrücklich erwähnt, wohl aber wird das Prinzip der Dienstleistungsfreiheit (das aber ja bereits Gegenstand der Bestimmungen über den Europäischen Binnenmarkt im EG-Vertrag ist) bekräftigt und Diskriminierung sowie unsachliche Beschränkungen von Dienstleistungserbringern aus anderen EU-Mitgliedstaaten verboten. Insofern gilt nach wie vor das Herkunftslandprinzip – abgesehen von wichtigen, allerdings bereits im ursprünglichen Entwurf vorgesehenen, Ausnahmebereichen wie der öffentlichen Ordnung, der öffentlichen Gesundheit, dem Umweltschutz und der Bestimmungen über Beschäftigungsbedingungen (Art. 16 (3) der Richtlinie).

### Erste Diskussions- und Protestphase
Der Entwurf war in den Jahren 2004 und 2005 der Gegenstand einer allgemeinen und teilweise sehr kontrovers geführten öffentlichen Debatte mit vielen Mitwirkenden. Nach allgemeiner Einschätzung trug er wesentlich dazu bei, dass der Entwurf einer Europäischen Verfassung bei den Volksabstimmungen in Frankreich und den Niederlanden abgelehnt wurde.

### Analyse des parlamentarischen Kompromisses (1. Lesung)
Begleitet von großen europaweiten Demonstrationen der Richtlinienkritiker beschloss die Mehrheit von EVP und SPE im EU-Parlament schließlich am 16. Februar 2006 ein in letzter Minute zwischen diesen beiden Fraktionen zustande gekommenes Kompromisspaket mit insgesamt 213 Abänderungen des Kommissionsentwurfs. Unter anderem wurden Gesundheit, Verkehr, Sicherheitsdienste, das Arbeits-, Arbeitskampf-, Gewerkschafts- und Sozialrecht sowie Arbeits- und Gesundheitsschutz, Zeitarbeitsagenturen und einige Teilbereiche der öffentlichen Dienste vollständig von der Richtlinie ausgenommen. Die gleichfalls umstrittenen Artikel 24 und 25 der Richtlinie wurden vom Parlament gestrichen; diese beiden Artikel hätten effektive Kontrollen des Arbeitslandes gegenüber Entsendefirmen nach Einschätzung vieler Kritiker praktisch unmöglich gemacht.
In einer Reihe von weiteren Änderungen wurde die ursprüngliche Absicht der Kommission, der Richtlinie mit wenigen Ausnahmen absoluten Vorrang vor allen anderen europäischen Regelungen zu verschaffen, durch das Parlament teilweise in das Gegenteil verkehrt und insbesondere dem Internationalen Privatrecht (Rom-I- und Rom-II-Abkommen) und der Richtlinie 96/71/EG über die Entsendung von Arbeitnehmern Vorrang vor der Richtlinie eingeräumt.
Das Parlament griff mit seiner Neuformulierung des Art. 16 nicht die wesentlich umfangreichere und nicht abschließende Liste der „zwingenden Gründe des Allgemeininteresses“ auf, aus denen heraus der Europäische Gerichtshof die Anwendung des Bestimmungslandsrechts im Einzelfall jeweils für gerechtfertigt hielt. Zwar findet sich diese nicht abschließende Liste als Begriffsdefinition in Artikel 4 Ziffer 7a der Parlamentsfassung wieder, auf diese Definition wird jedoch in Artikel 16 nicht zurückgegriffen.

Dass das Herkunftslandprinzip trotz der Entfernung des Begriffs erhalten blieb, wird von den führenden Verhandlern der EVP bestätigt. Der Verhandlungsführer der EVP, also der Verhandlungsgegner von Evelyne Gebhardt beim Aushandeln der vom Parlament angenommenen Änderungsanträge, der britische Konservative Malcolm Harbour, erklärte nach der Abstimmung im EU-Parlament wörtlich: 

„Das Herkunftslandsprinzip ist Teil der europäischen Rechts. Es ist weiterhin gültig. Die Arbeit der EVP-ED-Fraktion […] ebnete den Weg für dieses Resultat“

 Ebenso erklärte der österreichische ÖVP-Abgeordnete Karas, der gleichfalls an den Verhandlungen beteiligt war, dass: 

„der Begriff Herkunftslandprinzip nicht mehr verwendet wird, aber das Grundprinzip bleibt“

### Standpunkt der Kommission zu den Änderungsanträgen des Parlaments
Am 4. April 2006 legte die Europäische Kommission einen geänderten Entwurf (KOM (2006) 160) vor. In ihm übernahm sie formal viele Änderungen des Parlaments, namentlich den geänderten Art. 16. An vielen anderen Stellen wich der Kommissionstext allerdings vom Wortlaut der Parlamentsänderungen ab. Neben rein redaktionellen Änderungen der Parlamentstexte nahm die Kommission dabei auch inhaltliche Änderungen vor. An anderen Stellen übernahm die Kommission Änderungen des Parlaments in Bezug auf diesen Richtlinienentwurf zwar formal, überführte aber den ursprünglichen Inhalt in andere Dokumente; so wurde z. B. die Streichung der Art. 24 und 25 in die geänderte Dienstleistungsrichtlinie übernommen, aber ebenfalls am 4. April 2006 eine Kommissionsmitteilung KOM (2006) 159 veröffentlicht, die erneut große Teile der gestrichenen Art. 24 und 25 enthielt.

### Gemeinsamer Standpunkt des Rates
Der Rat der Europäischen Union einigte sich daraufhin am 29. Mai 2006 auf einen „Gemeinsamen Standpunkt“ (10003/06), der am 24. Juli 2006 vom Rat in der Zusammensetzung der für die Wettbewerbspolitik zuständigen Minister der Mitgliedstaaten offiziell verabschiedet wurde. Dieser orientiert sich weitgehend an dem geänderten Kommissionsentwurf vom 4. April 2006. Er enthält aber auch einige wichtige Abweichungen von dieser Kommissionsfassung. So wird im Gemeinsamen Standpunkt z. B. die Anwendung des nationalen Strafrechts gegenüber der geänderten Kommissionsfassung insoweit eingeschränkt, als Strafrechtsbestimmungen nicht angewandt werden sollen, „die die Aufnahme oder Ausübung einer Dienstleistungstätigkeit gezielt regeln oder beeinflussen“ (Art. 1 Nr. 5 des Gemeinsamen Standpunktes). Auch Art. 1 Nr. 7 Satz 2 – der in der geänderten Kommissionsfassung noch ohne jeden Vorbehalt vorsah, dass das Tarifverhandlungs- und Streikrecht unberührt bleibt, wurde insoweit stark eingeschränkt, als diese Rechte nun nur noch dann von der Richtlinie unberührt bleiben sollen, wenn sie „unter Wahrung des Gemeinschaftsrechts“ angewandt werden. Insbesondere die mittel- und osteuropäischen Mitgliedstaaten, Großbritannien und die Niederlande hatten sich für diese und weitere Änderungen im Rat eingesetzt. An ihrem Widerstand scheiterte aber andererseits die von einigen Akteuren geforderte grundlegende Überarbeitung derjenigen Artikel im geänderten Kommissionsentwurf, die sich mit der gegenseitigen Behördenzusammenarbeit bei der Kontrolle der Dienstleister befassen. Weitgehend unverändert übernahm der Rat die Kommissionsformulierungen zu den Artikeln 14 und 15, die bestimmte vorhandene nationale Regelungen bei der Niederlassung von Dienstleistern entweder verbieten oder unter einen Begründungszwang stellen und gegenüber der heutigen Rechtslage verschärfte Anforderungen für den Erlass solcher Neuregulierungen auf nationaler Ebene vorsehen.

### Verabschiedung und Inkrafttreten der Richtlinie
Der Gemeinsame Standpunkt wurde dem Europäischen Parlament im September 2006 offiziell übermittelt. Er wurde vom Europäischen Parlament in 2. Lesung am 15. November 2006 mit wenigen Änderungen angenommen. Der Rat hat diese Änderungen am 11. Dezember 2006 gebilligt.
Die Richtlinie wurde am 27. Dezember 2006 im Amtsblatt der Europäischen Union als EG-Richtlinie veröffentlicht und ist seit der Umsetzung in jeweiliges nationales Recht durch die einzelnen Mitgliedstaaten am 28. Dezember 2009 wirksam.
Nach Art. 39 (1) und (5) mussten die Mitgliedstaaten zugleich spätestens bis zu diesem Datum der Kommission einen Bericht dazu vorlegen, welche die Artikel 9, 15, 16 und 25 betreffende Anforderungen sie gegenüber den ausländischen Dienstleistern weiterhin aufrechterhalten wollen. Zudem mussten sie begründen, warum sie diese Anforderungen jeweils für gerechtfertigt erachten. Im Anschluss sah Art. 39 (2) DLRL eine gegenseitige Evaluierung dieser Berichte vor.

## Kritik an der Richtlinie
Gewerkschaften und Globalisierungskritiker sahen bereits unter Berücksichtigung der Änderungen des Parlaments weiterhin einige Bedenken. Diese Bedenken sind durch den nochmals davon abweichenden Kommissionsentwurf und den Gemeinsamen Standpunkt weiter gewachsen, da einige wichtige Parlamentsänderungen dadurch wiederum eingeschränkt werden.
Kritisiert wird weiterhin auch die Einschränkung der Kontrollmöglichkeiten des Arbeitslandes zur Durchsetzung seiner Mindeststandards bei Lohn, Arbeitszeit, Urlaub und Arbeitsschutz nach der Entsenderichtlinie 96/71 EG. Unternehmen, die ihre Beschäftigten grenzüberschreitend einsetzen („entsenden“), sollten sich nach dem Vorschlag im Arbeitsland nicht mehr anmelden müssen, brauchten dort keine Verantwortlichen mehr zu benennen und keine Arbeitspapiere mehr bereitzuhalten.

### Herkunftslandprinzip
Für viele Kritiker stellte der Vorschlag Bolkesteins ein Symbol für den neoliberalen Kurs der EU-Kommission dar. Sie befürchteten insbesondere eine Abwärtsspirale in der Regulierung und Kontrolle von Unternehmen im Dienstleistungssektor. Bezogen auf das Herkunftslandsprinzip wurde ein Wettlauf der Mitgliedstaaten befürchtet, in dem Unternehmen in das EU-Land mit den geringsten Standards und Kontrollen ausweichen.
Diese Regelung ist jetzt ersetzt worden. Damit gilt allgemeines EU-Recht, d. h. grundsätzlich unbeschränkter Zugang von EU-Dienstleistern in alle EU-Mitgliedstaaten. Dies folgt aus Artikel 43 und 49 des EG-Vertrages.

## Umsetzung der Richtlinie
Die Richtlinie musste innerhalb einer dreijährigen Frist in nationales Recht umgesetzt werden (Artikel 44 Abs. 1 Ua. 1). Ende der Umsetzungsfrist war der 28. Dezember 2009. Um die Umsetzung in Deutschland zu koordinieren, hatte die Bundeskanzlerin Angela Merkel mit den Ministerpräsidenten der Länder die Wirtschaftsministerkonferenz (WMK) und das Bundesministerium für Wirtschaft und Technologie (BMWi) mit der Gesamtkoordinierung der Umsetzung betraut. Die Umsetzung selbst betrifft alle rechtssetzenden Ebenen, das sind gemäß der föderalen Zuständigkeitsverteilung der Bund, die Länder, die Kommunen, aber auch Kammern und öffentlich-rechtliche Religionsgemeinschaften.

### Einheitlicher Ansprechpartner
Die Richtlinie (Artikel 6 ff.) sieht die Einrichtung so genannter einheitlicher Ansprechpartner vor, über die Dienstleister Verfahren und Formalitäten zur Aufnahme und Ausübung ihrer Dienstleistungstätigkeit abwickeln können. Die einheitlichen Ansprechpartner müssen zudem die notwendigen Informationen für Dienstleister bereitstellen.
Bund und Länder haben sich verständigt, dass die einheitlichen Ansprechpartner in Deutschland als Verfahrenslotsen und Mittler tätig werden. Sie ersetzen durch ihre Inanspruchnahme die dienstleistungsbezogenen Behördengänge. Die Einrichtung der einheitlichen Ansprechpartner ist in Deutschland gemäß der föderalen Zuständigkeitsordnung Aufgabe der Bundesländer. So ist zum Beispiel für das Land Brandenburg der einheitliche Ansprechpartner für das Land Brandenburg bzw. für Hessen der einheitliche Ansprechpartner Hessen oder für Sachsen der einheitliche Ansprechpartner Sachsen zuständig.

### Verwaltungsgebühren
Die Richtlinie sieht in weiten Teilen auch vor, dass Gebühren in der Wirtschaftsverwaltung einzelner Behörden, wie zum Beispiel Gewerbeämtern, nur noch nach dem entstandenen Aufwand abgerechnet werden. Zuvor durfte bei den meisten Erlaubnissen (Gaststättenkonzessionen, Immobilienmaklererlaubnis etc.) der wirtschaftliche Nutzwert abgeschöpft werden. So kostete in Rheinland-Pfalz eine Gaststättenkonzession früher in Standardfällen 1.600 €, jetzt nur noch 340 €, die nach dem Aufwand der Behörde (Personal- und Sachkosten) berechnet sind.

### Normenprüfung
Im Rahmen der Normenprüfung haben Bund, Länder, Kommunen, Kammern, Religionsgemeinschaften und sonstige rechtsetzenden Körperschaften öffentlichen Rechts die Vereinbarkeit dieses Rechts mit den Vorgaben der Richtlinie zu überprüfen. Prüfmaßstäbe sind insbesondere Diskriminierungsfreiheit, Erforderlichkeit und Verhältnismäßigkeit. Hierzu wurde mit einem gemeinsamen Normenprüfraster eine IT-Anwendung entwickelt, die die Prüfung vereinfacht und Fehlprüfungen minimiert.
Die Normenprüfung in Deutschland ist bereits weitgehend abgeschlossen bzw. steht kurz vor dem Abschluss. Zum Ende der Umsetzungsfrist sieht die Dienstleistungsrichtlinie mehrere Berichtspflichten über Ergebnisse der Normenprüfung vor, welche in Deutschland automatisiert durch das Normenprüfraster erfüllt werden.

### Elektronische Verfahrensabwicklung
Die Einheitlichen Ansprechpartner und die zuständigen Behörden müssen alle Verfahren für die Aufnahme und Ausübung einer Dienstleistungstätigkeit im Rahmen der Dienstleistungsrichtlinie „problemlos aus der Ferne und elektronisch“ abwickeln können. Hierzu müssen die Einheitlichen Ansprechpartner sowie die zuständigen Behörden eine IT-Infrastruktur zur Verfügung stellen. Das Deutschland-Online Vorhaben „Dienstleistungsrichtlinie“ hat hierfür Mindeststandards definiert.

### Umsetzungsstand 2012
Obwohl die Richtlinie bis Ende 2009 hätte umgesetzt werden sollen, hinkt die Implementation hinter dem Zeitplan her. Der Rat der Europäischen Union berichtet von unzähligen Änderungen, die bereits erfolgt sind. Dennoch bleiben verschiedene Länder, die Nachholbedarf aufweisen. Eurochambers, die Vereinigung der Handelskammern in der EU, ermittelt in einem Bericht vom Februar 2010, dass noch 44 Prozent der Befragten Verspätung aufweisen. Betroffen sind v. a. Bulgarien, Griechenland, Irland, Italien, Lettland, Polen, die Slowakei und Slowenien. Die Europäische Kommission kündigte eine Politik der „Nulltoleranz“ bei Nichteinhaltung der im Rahmen der Richtlinie bestehenden Verpflichtungen der Mitgliedstaaten an. Gleichwohl hat Italien diese Richtlinie für Lizenzen der Strandbadbetreiber bis 2021 nicht umgesetzt. Obwohl der Strand Staatseigentum ist, werden über 26600 Nutzungsbewilligungen an Strandbadbetreiber meist unter 2500 Euro pro Jahr vergeben. Die Regierung verlängerte in 2018 alle Konzessionen bis 2033. Das oberste Verwaltungsgericht hat nun entschieden, dass alle Konzessionen am 31. Dezember 2023 auslaufen.

### Klagen der Europäischen Kommission wegen unvollständiger Umsetzung
Am 27. Oktober 2011 teilte die Europäische Kommission mit, dass sie Deutschland, Österreich und Griechenland beim Europäischen Gerichtshof wegen unvollständiger Umsetzung der Richtlinie verklage. Die Kommission machte damit auch erstmals von der mit dem Vertrag von Lissabon neu geschaffenen Möglichkeit Gebrauch, beim EuGH bereits bei der ersten Klage Zwangsgelder zu beantragen. Die drei Mitgliedstaaten sind die einzigen, die die Richtlinie noch nicht vollständig umgesetzt haben. Die beantragten täglichen Zwangsgelder liegen für Deutschland bei 141.362,55 Euro, für Österreich bei 44.876,16 Euro und für Griechenland bei 51.200,10 Euro.

## Rechtspolitik der Europäischen Kommission
Am 10. Januar 2017 hat die Europäische Kommission ihre Vorschläge für eine Weiterentwicklung der Dienstleistungsrichtlinie vorgelegt.  Die dagegen vom Deutschen Bundestag am 8. März 2017 beschlossene Subsidiaritätsrüge blieb erfolglos.